# 加拿大旅遊業
加拿大是世界陸地面積第二大國家，擁有發達的旅遊業。加拿大的旅遊景區主要集中在多倫多、蒙特婁、溫哥華、卡爾加里和渥太華這五大都會區。加拿大擁有多樣的文化景觀，此外還有眾多國家公園和歷史遺跡。2012年，有超過1600萬遊客到達加拿大觀光，給加拿大帶來超過174億美元的國際旅遊收入，佔加拿大GDP總量的1%，並且提供了30.9萬個工作崗位。2014年加拿大入境客源分佈情況如下

| 排名 | 國家           | 人數       |
| ---- | -------------- | ---------- |
| 1    | 美国           | 20,345,412 |
| 2    | 英国           | 695,787    |
| 3    | 法國           | 490,185    |
| 4    | 中國           | 613,675    |
| 5    | 德国           | 341,416    |
| 6    |                | 300,844    |
| 7    | 日本           | 277,305    |
| 8    | 印度           | 185,888    |
| 9    |                | 183,770    |
| 10   | 墨西哥         | 180,052    |
|      | 累計外國遊客數 | 25,558,014 |

加拿大現在共有17處世界遺產，其中8處是文化遺產，9處是自然遺產。